# Sensuntepeque
Sensuntepeque (nahuatl: Centzuntepec) er en by i det nordlige El Salvador, med et indbyggertal (pr. 2006) på cirka 41.000. Byen er hovedstad i departementet Cabañas.
13°52′N 88°38′V / 13.867°N 88.633°V